# Johannes Werlin (Benediktiner)
Johannes Werlin OSB (getauft 25. Dezember 1588 in Landsberg am Lech; † 29. Mai 1666 in Seeon-Seebruck) war ein bayerischer Benediktinerpater, Komponist und Liedsammler.

## Leben
Werlin war der Sohn des Schneiders Gaspar Werlin und erhielt Unterricht an den Klosterschulen von Dießen und Andechs. Er trat 1609 als Novize in das Kloster Seeon ein und empfing 1614 in Salzburg die Priesterweihe. 1625 wurde er Prior in Seeon, 1634 außerdem Chordirektor. 1637–39 wirkte Werlin als Subprior von Kloster Attel. 1640 war er Priester an der Wallfahrtskirche Maria Eck. 1659 legte er gesundheitsbedingt sein Priorat nieder und siechte, teilweise gelähmt, seine letzten Lebensjahre dahin.
Werlin war vielseitig musikalisch begabt und gebildet und verfasste mehrere kirchenmusikalische Werke. Sein Hauptwerk ist jedoch seine großangelegte, in den Jahren 1646 bis 1648 entstandene handschriftliche Sammlung von Liedern des 16. und 17. Jahrhunderts, die er nach den Strophenschemata systematisierte und anordnete. Diese sechs Bände umfassende Sammlung, die sowohl Volkslieder als auch Werke anderer Komponisten und eigene Lieder Werlins enthält, gilt als eine der wichtigsten Quellen für das deutsche Lied des Frühbarocks und stellt für viele der enthaltenen Lieder die einzige erhaltene Quelle dar.

## Werke
- Zwei Antiphonarien für die Äbtissin Cleopha von Niederschönenfeld, 1645 (verschollen).
- Rhitmorum varietas. Typi, exempla, & modulationes rhythmorum Opera & studia. 6 Bde., 1646
- Nundinae Metrorum In quibus Omnivaria metrorum varietas ex variis Poetarum Coryphaeis eruta absque argento vaenit Atque ad Lyricam adornandam Poesin proponitur. 1648.

Lieder:
- Dunkle Wolken
- Lustige Hirten, fröhliche Knaben[1]
- Ich bin ein freier Bauernknecht[2]
- Der Wrangel thät Eins wagen[3]
- Da Gott die Welt erschaffen hat[4]